# Berrien County, Georgia
Berrien County är ett administrativt område i delstaten Georgia, USA, med 19 286 invånare. Den administrativa huvudorten (county seat) är Nashville.

## Geografi
Enligt United States Census Bureau har countyt en total area på 1 186 km². 1 172 km² av den arean är land och 14 km² är vatten.

### Angränsande countyn
- Irwin County, Georgia - norr
- Coffee County, Georgia - nordost
- Atkinson County, Georgia - öst
- Lanier County, Georgia - sydost
- Lowndes County, Georgia - syd
- Cook County, Georgia - väst
- Tift County, Georgia - nordväst

### Orter
- Nashville (huvudort)